# Philip Fotheringham-Parker
Philip Fotheringham-Parker (1907. szeptember 22. – 1981. október 15.) brit autóversenyző.

## Pályafutása
A Formula–1-es világbajnokság egy versenyén vett részt. Az 1951-es brit nagydíjon állt rajthoz egy Maserati 4CL típusú versenyautóval. Parker a futamon nem ért célba, miután a táv felénél technikai problémái akadtak.
1948 és 1952 között részt vett több, a világbajnokság keretein kívül rendezett Formula–1-es versenyen.
1953-ban Sydney Allard társaként rajthoz állt a Le Mans-i 24 órás futamon. Kettősük azonban már négy kör megtétele után kiesett a viadalon.

## Eredményei

### Teljes Formula–1-es eredménylistája
(Táblázat értelmezése)

(Félkövér: pole-pozícióból indult; dőlt: leggyorsabb kört futott) 

| Év   | Csapat                 | Modell       | Motor        | 1   | 2   | 3   | 4   | 5      | 6   | 7   | 8   | Helyezés | Pont |
| ---- | ---------------------- | ------------ | ------------ | --- | --- | --- | --- | ------ | --- | --- | --- | -------- | ---- |
| 1951 | P. Fotheringham-Parker | Maserati 4CL | Maserati L4s | SUI | 500 | BEL | FRA | GBR Ki | GER | ITA | ESP | -        | 0    |

### Le Mans-i 24 órás autóverseny
| Év   | Csapat                | Autó        | Csapattárs    | Helyezés |
| ---- | --------------------- | ----------- | ------------- | -------- |
| 1953 | Allard Motors Company | Allard JS2X | Sydney Allard | Kiesett  |

## Külső hivatkozások
- Profilja a grandprix.com honlapon (angolul)
- Profilja a statsf1.com honlapon (angolul)